# Отрадное (Буландынский район)
Отра́дное (каз. Отрадное) — село в Буландынском районе Акмолинской области Казахстана. Входит в состав Карамышевского сельского округа. Код КАТО — 114043400.

## География
Село расположено в северо-западной части района, на берегу реки Аршалы, на расстоянии примерно 60 километров (по прямой) к юго-западу от административного центра района — города Макинск, в 11 километрах к западу от административного центра сельского округа — аула Шубарагаш.
Абсолютная высота — 347 метров над уровнем моря.
Ближайшие населённые пункты: село Суворовка — на юге, аул Шубарагаш — на востоке, село Николаевка — на севере.
Через село проходит проселочная дорога, с выходами на автодороги областных значений: КС-1 «Жалтыр — Макинск», КС-8 «Новый Колутон — Акколь — Азат — Минское».

## Население
В 1989 году население села составляло 1223 человек (из них русские — 39%, немцы — 38%).
В 1999 году население села составляло 847 человек (403 мужчины и 444 женщины). По данным переписи 2009 года, в селе проживало 680 человек (329 мужчин и 351 женщина).
| Численность населения | Численность населения | Численность населения |
| 1989                  | 1999                  | 2009                  |
| --------------------- | --------------------- | --------------------- |
| 1223                  | ↘847                  | ↘680                  |

### Известные уроженцы и жители
Скуридин, Иван Куприянович (1914—1944) — участник Великой Отечественной войны, Герой Советского Союза; погиб, закрыв собой амбразуру дзота.

## Улицы[5]
- ул. Больничная,
- ул. им. Ивана Скуридина,
- ул. Клубная,
- ул. Конторская,
- ул. Речная,
- ул. Сельская,
- ул. Степная,
- ул. Центральная,
- ул. Школьная.